# Pier Giorgio Micchiardi
Pier Giorgio Micchiardi (ur. 23 października 1942 w Carignano) – włoski duchowny katolicki, biskup Acqui w latach 2000-2018.

## Życiorys
Święcenia kapłańskie otrzymał 26 czerwca 1966. Był m.in. ojcem duchownym seminarium w Turynie, kanclerzem miejscowej kurii oraz wikariuszem sądowym.

### Episkopat
21 grudnia 1990 papież Jan Paweł II mianował go biskupem pomocniczym archidiecezji turyńskiej, ze stolicą tytularną Macriana Maior. Sakry biskupiej udzielił mu 13 stycznia 1991 ówczesny arcybiskup Turynu - kard. Giovanni Saldarini.
9 grudnia 2000 został biskupem ordynariuszem diecezji Acqui.
19 stycznia 2018 przeszedł na emeryturę.